# Rock in Japan
Das Rock in Japan ist ein seit dem Jahr 2000 jährlich ausgetragenes, mehrtägiges Musikfestival, welches auf dem Gelände des Soga Sports Park in Chiba, Präfektur Chiba stattfindet.
Von 2000 bis 2019 wurde das Festival auf dem Gelände des Hitachi Seaside Parks in Hitachinaka in der Präfektur Ibaraki veranstaltet.
In den Jahren 2020 und 2021 wurde das Festival coronabedingt abgesagt. Seit 2000 verzeichnet das Festival jährlich ein Zuschauerwachstum.

## Geschichte und Konzept
Das Festival fand erstmals im August des Jahres 2000 statt und wurde auf dem Gelände des Hitachi Seaside Parks ausgetragen. Organisiert wird dieses von der Belegschaft des japanischen Musikmagazins Rockin’on Japan, welches zwischenzeitlich eine Verbreitung von 100000 bis 150000 Leser in Japan erreichen konnte.
Im Jahr 2014 lockte das Musikfestival täglich bis zu 60.000 Besucher an. Das Musikfestival versteht sich als ein heimische Veranstaltung, sodass lediglich japanische Künstler auf diesem spielen. Vor den Bühnen herrscht ein Moshing und Crowdsurfing-Verbot. Im Jahr 2009 kritisierte Ken Yokoyama, Sänger der japanischen Punk-Band Hi-Standard dieses Verbot. In einem Interview erklärte Yoichi Shibuya sein Verständnis für die Kritik, nahm das Verbot aber gleichzeitig in Schutz.
2016 traten insgesamt 208 Künstler an vier Tagen verteilt auf zwei Wochenenden auf. Im Jahr 2019 wurde das Festival von insgesamt 340000 Zuschauern besucht. Im darauffolgenden Jahr und im Jahr 2021 musste das Festival aufgrund der COVID-19-Pandemie in Japan abgesagt werden. Ursprünglich sollte das Festival im Jahr 2021 an fünf Tagen ausgetragen werden. Zudem war ein Maßnahmeplan in Arbeit, um die Anforderungen des Infektionsschutzes des präfekturialen Gesundheitsministeriums zu erfüllen. Diese Maßnahmen sahen unter anderem eine Reduzierung der auf dem Festivalgelände platzierten Bühnen sowie eine Begrenzung der täglichen Besucherzahl vor. Die Organisatoren des Festivals sowie einige der gebuchten Künstler reagierten mit Unverständnis auf die Entscheidung, das Musikfestival abzusagen.
Im Jahr 2022 zog das Festival auf das Gelände des Soga Sports Parks nach Chiba in der gleichnamigen Präfektur um. Die Künstler wurden an fünf Tagen auf vier Bühnen aufgeteilt. Dabei fungierten die Grass- und Lotus-Bühne die beiden Hauptbühnen mit einer Kapazität von je 70000 Zuschauern, während die Kapazität der Hillside- und Parkbühne je für 40000 Besucher ausgelegt wurden. Der letzte Festivaltag musste aufgrund des Taifuns „Meari“ abgesagt werden.
Im Februar 2023 wurde bestätigt, dass das Festival erneut an fünf Tagen verteilt auf zwei Wochenenden in Chiba veranstaltet wird.